# Jardin botanique du désert
Le jardin botanique du désert (Desert Botanical Garden) est un jardin botanique de 57 ha situé à Papago Park dans la ville de Phoenix en Arizona, aux États-Unis. 

## Historique
Le jardin botanique du désert a été créé par la Arizona Cactus and Native Flora Society en 1937 et établi sur ce site en 1939.